# Aaptar
Aaptar (nep. आँपटार) – gaun wikas samiti we wschodniej części Nepalu w strefie Sagarmatha w dystrykcie Udayapur. Według nepalskiego spisu powszechnego z 2001 roku liczył on 761 gospodarstw domowych i 4373 mieszkańców (2223 kobiet i 2150 mężczyzn).